# Bo Poraj
Bohdan Poraj-Pstrokonski (* 1973), bekannt unter den Namen Bo Poraj, ist ein polnisch-englischer Schauspieler.

## Leben
Porajs Eltern sind polnischer Abstammung, gingen aber nach Großbritannien, bevor er geboren wurde. Er studierte an der RADA.
Er schrieb 5–7 Episoden von Doctors, in denen er selber mitspielte. Außerdem war er auch am Schreiben mehrerer Folgen von EastEnders beteiligt.
Poraj ist mit Natasha Little verheiratet. Sie haben zwei Kinder.
Poraj lebt in Leytonstone, North East London.

## Filmografie
- 1995: Inspektor Fowler – Härter als die Polizei erlaubt (The Thin Blue Line, Fernsehserie, 1 Folge)
- 1996: No Bananas
- 1997: Casualty (Fernsehserie, 1 Folge)
- 1997: Caught in the Act
- 1997: Underworld
- 1997: Wycliffe (Fernsehserie, 1 Folge)
- 2001: Enigma
- 2003: Killing Hitler
- 2003–2009: Doctors (Fernsehserie, 4 Folgen)
- 2004: D-Day 6.6.1944
- 2004: EastEnders (Fernsehserie, 4 Folgen)
- 2004: Murder Prevention
- 2004: NY-LON
- 2004: The Queen of Sheba’s Pearls
- 2005: Inspector Lynley (The Inspector Lynley Mysteries, Fernsehserie, 1 Folge)
- 2005: The Golden Hour
- 2005: The Search For The Northwest Passage
- 2006: Stormbreaker
- 2007: Holby City
- 2007: Waking the Dead – Im Auftrag der Toten (Waking the Dead, Fernsehserie, 2 Folgen)
- 2009: Pirate Radio
- 2009: The Thick of It
- 2012–14: Miranda (Fernsehserie, 6 Folgen)
- 2013: Vicious (Fernsehserie, 1 Folge)
- 2014: Die Musketiere (The Musketeers, Fernsehserie, 7 Folgen)